# Porcellio saharaiensis
Porcellio saharaiensis is een pissebed uit de familie Porcellionidae. De wetenschappelijke naam van de soort is voor het eerst geldig gepubliceerd in 1991 door Di Maio & Dalens.